# Matthias Fanimo
Matthias Olubori Ayodluwa Fanimo (rojen 28. januarja 1994) je angleški profesionalni nogometaš, ki igra kot napadalec za Ebbsfleet United .

## Klubska kariera

### West Ham United
Leta 2011 je kot član mladinske ekipe Fanimo podpisal svojo prvo profesionalno pogodbo z West Ham Unitedom. Za West Ham je debitiral 28. avgusta 2012 proti ekipi Crewe Alexandra v Pokalu EFL, ko je v 60. minuti zamenjal Matthewa Taylorja .  West Ham je zmagal z 2:0. 
Fanimo je prekinil pogodbo z West Hamom 2. februarja 2015. 

### Tranmere Rovers
Septembra 2014 je Fanimo prišel na posojo k Tranmere Roversu .  Za Tranmere je nastopil le enkrat, in sicer je 27. septembra 2014 v 80. minuti zamenjal Jakea Kirbyja na gostujočem porazu proti Carlisle Unitedu z 1:0 

### Margate
27. junija 2016 je Fanimo podpisal pogodbo z Margate . 

### Drava Ptuj
Fanimo je 16. januarja 2018 podpisal pogodbo s takratnim slovenskim drugoligašem Dravo Ptuj . 

### Mladost Doboj Kakanj
Fanimo je 16. januarja 2019 zapustil Dravo in podpisal dveinpolletno pogodbo z bosanskim prvoligašem Mladost Doboj Kakanj . 
Za Mladost je uradno debitiral 23. februarja 2019 ob zmagi z 1:0 nad GOŠK Gabelo .  Fanimo je svoj prvi gol za Mladost dosegel 20. aprila 2019 ob domači zmagi nad GOŠK Gabelo s 3:1. 

### Sarajevo
24. julija 2020 je Fanimo podpisal triletno pogodbo s Sarajevom za domnevno ceno 50.000 evrov.   Za klub je uradno debitiral na prvenstveni tekmi proti Krupi 2. avgusta 2020.  Fanimo je svoj prvi gol za Sarajevo dosegel 20. septembra 2020 proti Slobodi Tuzla .  Svoj prvi pokal s klubom je osvojil 26. maja 2021, potem ko je v finalu bosanskega pokala 2020–21 premagal Borac iz Banja Luke . 
Februarja 2022 je Sarajevo zaradi njegove domnevne nediscipline prekinilo pogodbo s Fanimom. 

### Slaven Belupo
Junija 2022 se je Fanimo pridružil klubu iz hrvaške prve nogometne lige Slaven Belupu .  V prvem delu sezone 2022–23 je odigral devet ligaških nastopov za moštvo,  preden je decembra 2022 zapustil klub po sporazumni prekinitvi pogodbe. 

### Koper
14. decembra 2022 se je Fanimo vrnil v Slovenijo in podpisal pogodbo s slovenskim prvoligašem Koprom do junija 2024. 

### Ebbsfleet United
29. junija 2023 se je Fanimo vrnil v Anglijo, da bi se pridružil moštvu National League (peta angleška liga) Ebbsfleet United . 

## Mednarodna kariera
Fanimo je igral za Anglijo na ravni do 16, do 17 in do 18 let . Za ekipo do 16 let je debitiral 28. novembra 2008 proti Škotski U16 na turnirju Victory Shield 2008, ki ga je Anglija dobila z 2–0 in pri tem osvojil trofejo.   Nato je Kenny Swain podaril Fanimu kapetanski trak za Victory Shield 2009, Fanimo pa je 5. novembra 2009 proti Severni Irski dosegel svoj prvi gol na ravni U16 v 82. minuti, ko je Anglija zmagala z 2–0. 
Fanimo je nato debitiral na ravni do 17 let 3. avgusta 2010 proti Finski  in debitiral do 18 let novembra 2011 proti Slovaški . 

## Nagrade
Sarajevo
- Bosanski pokal : 2020–21